# Абдурахман Герменчукський
Шейх Абдурахман Герменчукський — лідер національно-визвольного руху в Чечні, один із лідерів боротьби чеченського народу проти колоніальної політики царської Росії у 1820—1830-х рр., Кадій Герменчука. Вважався одним із найавторитетніших людей у Чечні. Був союзником імама Дагестану Газі-Магомеда у боротьбі проти російської експансії, ставився до табору непримиренних, не допускав розмови про можливі переговори з російською владою, на всіх зборах чеченських старшин виступав за рішучі воєнні дії.
Загинув 23 серпня 1832 року при взятті чеченського села Герменчук, разом із 70 мюридами був живцем спалений в оборонній вежі села. Цей випадок описаний російським поетом Олександром Полежаєвим у своєму вірші «Цвинтар Герменчукський».

## Біографія

### Взяття Герменчука
22 серпня 1832 року барон Розен з метою роздробити сили чеченців і дагестанців, вирішує взяти один з форпостів руху опору — чеченське село Герменчук. Російським військам підійти до села без галасу не вдалося, через що бій почався ще на підступах до найближчих хуторів, зв'язку, з чим було вирішено відкласти штурм села до ранку. Таким чином жителі Герменчука отримали можливість підготуватися до оборони села. Вже перша година бою показала, що при кожному штурмі гинуть десятки солдатів. Тільки до обіду росіянам вдалося увійти до села.
Під час взяття села кожен будинок перетворився на окрему фортецю, будинки мешканців знищувалися прямим наведенням російської артилерії. Поранені з кинджалами кидалися на російських солдатів, жінки в останній момент, не бажаючи потрапити в полон до царських військ, наслідували приклад чоловіків, змушуючи солдатів стріляти в них впритул. До вечора захисники Герменчука, що залишилися в живих, зібралися в центрі села в вежі.
Росіяни спробували вести переговори про здачу, але це не дало жодних результатів; на всі пропозиції чеченці, що засіли у вежі, відповідали пострілами. З вежі чувся зікр «Ля іляха Ілля ллах», підхоплений усіма 60 мюридами. Тоді вежу вирішили підпалити.
Чим більше розгорявся вогонь, що охоплює мюридів, тим голосніше звучав зікр. Довго ще спостерігали здивовані солдати за тим, що відбувається, поки голос мюридів, що горять у вогні, не затих. Башта, що обвалилася, поховала 60 відважних чеченських мюридів, які віддавали перевагу смерті над полоном.